# Opération Windmill

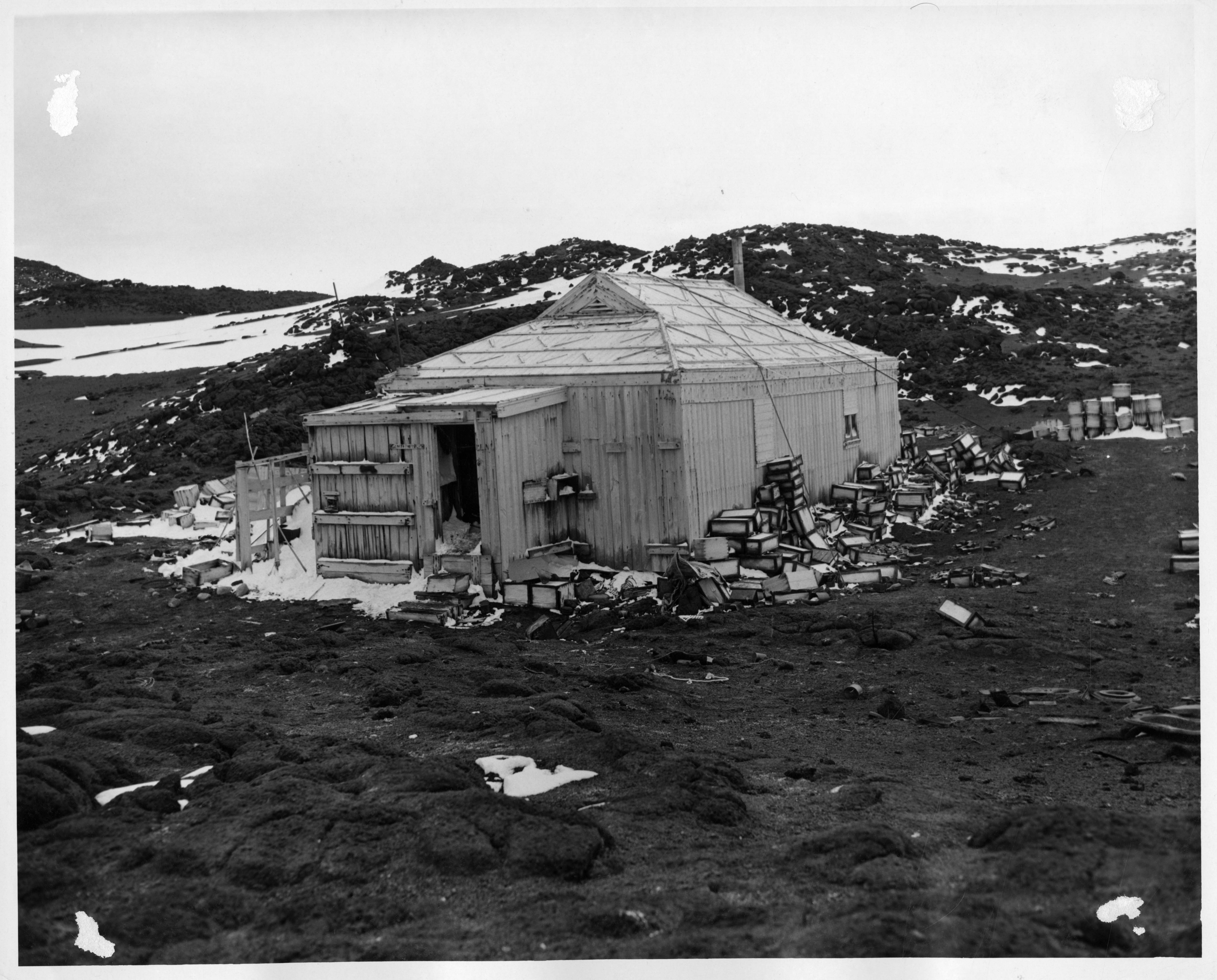
Bâtiment de l'expédition en Antarctique.

L’Opération Windmill (OpWml) était une mission d'exploration et d'entraînement en Antarctique menée par l'U.S. Navy en 1947-1948. Cette opération fit immédiatement à la suite de la première de ce genre, l'Opération Highjump.  L'expédition fut dirigée par le commandant Gerald L. Ketchum, et le navire amiral en était le USS Burton Island.